# Ioánninas flygplats
Ioánninas flygplats (King Pyrrhus Airport) är en flygplats i Grekland.   Den ligger i prefekturen Nomós Ioannínon och regionen Epirus, i den nordvästra delen av landet, 300 km nordväst om huvudstaden Aten. Ioánninas flygplats ligger 476 meter över havet. Den ligger vid sjön Límni Pamvótida.